# Pietre pitte

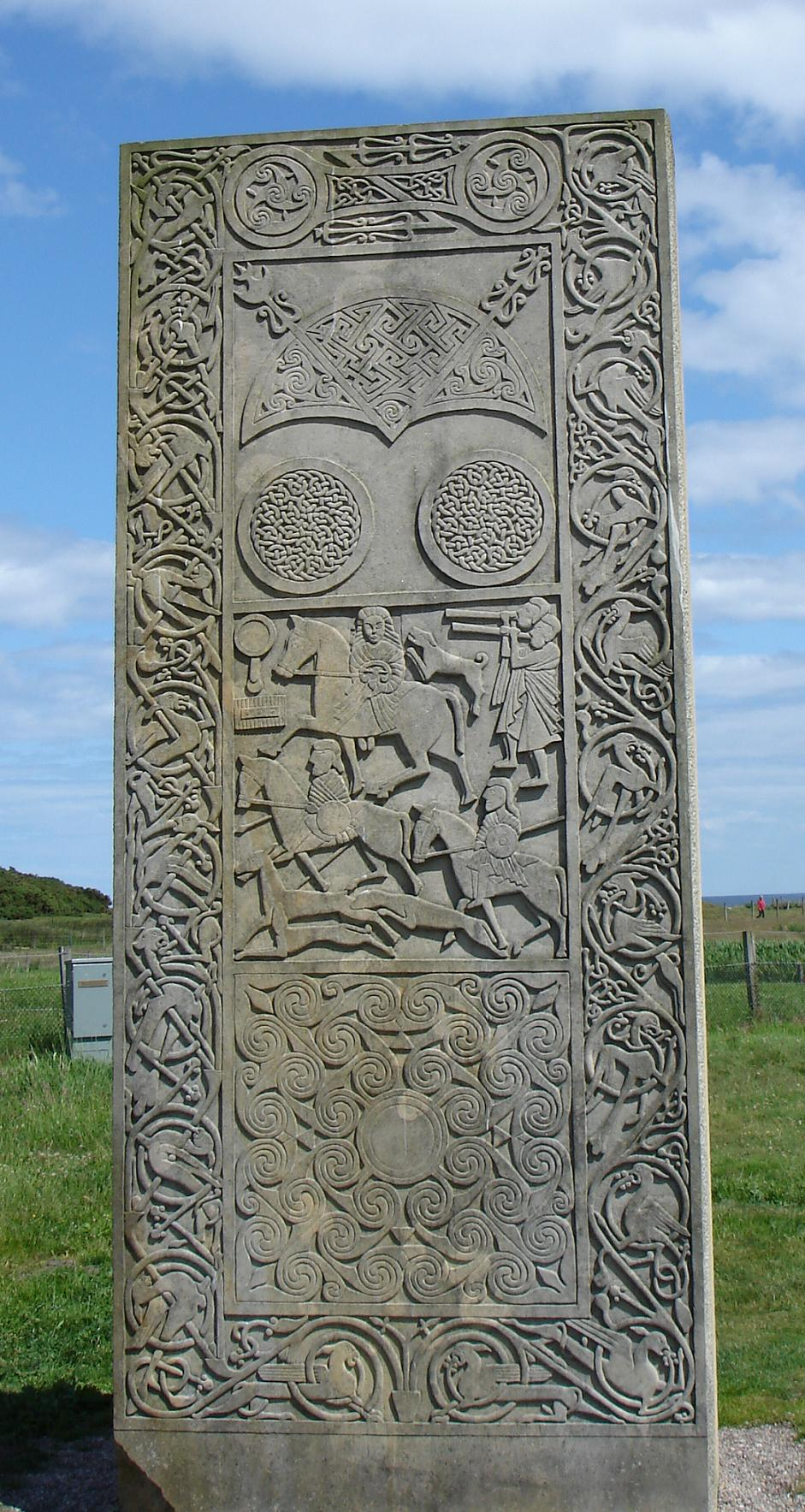
Riproduzione della Hilton di Cadboll Stone di II classe posta nell'originale collocazione; i resti dell'originale sono al Museo Scozzese.

Le pietre pitte sono stele monumentali trovate in Scozia, in buona parte a nord della linea Clyde-Forth. Queste pietre sono le prove più evidenti rimaste riguardo ai Pitti e si pensa di poterle datare dal VI al IX secolo.

## Scopo e significato

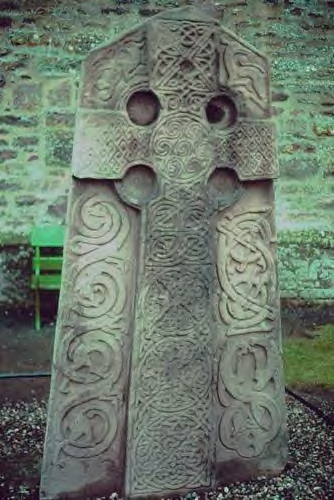
La pietra di Kirkyard (800 d.C. ca.), Aberlemno

Lo scopo e il significato delle pietre sono poco comprensibili. Possono essere servite come monumenti commemorativi, portando incisi i simboli dei clan di appartenenza, lignaggio o parentela. Alcune come la Eassie Stone raffigurano antiche ceremonie e rituali. Un piccolo numero di pietre pitte sono state trovate in associazione con le sepolture, ma queste probabilmente non sono poste nella loro collocazione originaria. Magari possono avere delimitato territori tribali o lignaggi.
I simboli potrebbero essere un tipo di sistema pittografico di scrittura e i simboli più antichi farebbero pensare ad un sistema di costellazioni esclusivo dei Pitti. Ci sono circa 35 simboli differenti sulle pietre. Questi comprendono simboli astratti ai quali sono stati assegnati nomi descrittivi arbitrari dai ricercatori (come mezzaluna e bastone a V, doppio disco e bastone a Z) o pitture schematiche approssimate di animali (come vipera, salmone, lupo, cervo, aquila e la mitica Bestia Pitta). Ci sono anche rappresentazioni di oggetti quotidiani come specchio e pettine, che potrebbero essere stati usati da persone di sesso femminile con un alto status sociale. I simboli sono quasi sempre disposti in coppia o serie di coppie, talvolta con specchio e pettine sottostante, perciò si deduce che potessero rappresentare lignaggio o parentela (come due genitori/clan).
I simboli raramente possono essere trovati nella gioielleria, come le placche di argento provenienti dal tesoro del Tumulo di Norrie (Norrie's Law) trovato a Fife all'inizio del XIX secolo. Tuttavia, molto poco dei manufatti metallici pitti è sopravvissito in confronto a quelli delle culture vicine. I simboli vengono a volte trovati anche su altri oggetti mobili come dischi in pietra e osso, soprattutto nelle Isole Settentrionali.  Forme semplici e antiche dei simboli sono intagliati sulle pareti di grotte costiere a East Wemyss, Fife e Covesea, Moray.

## Classificazione

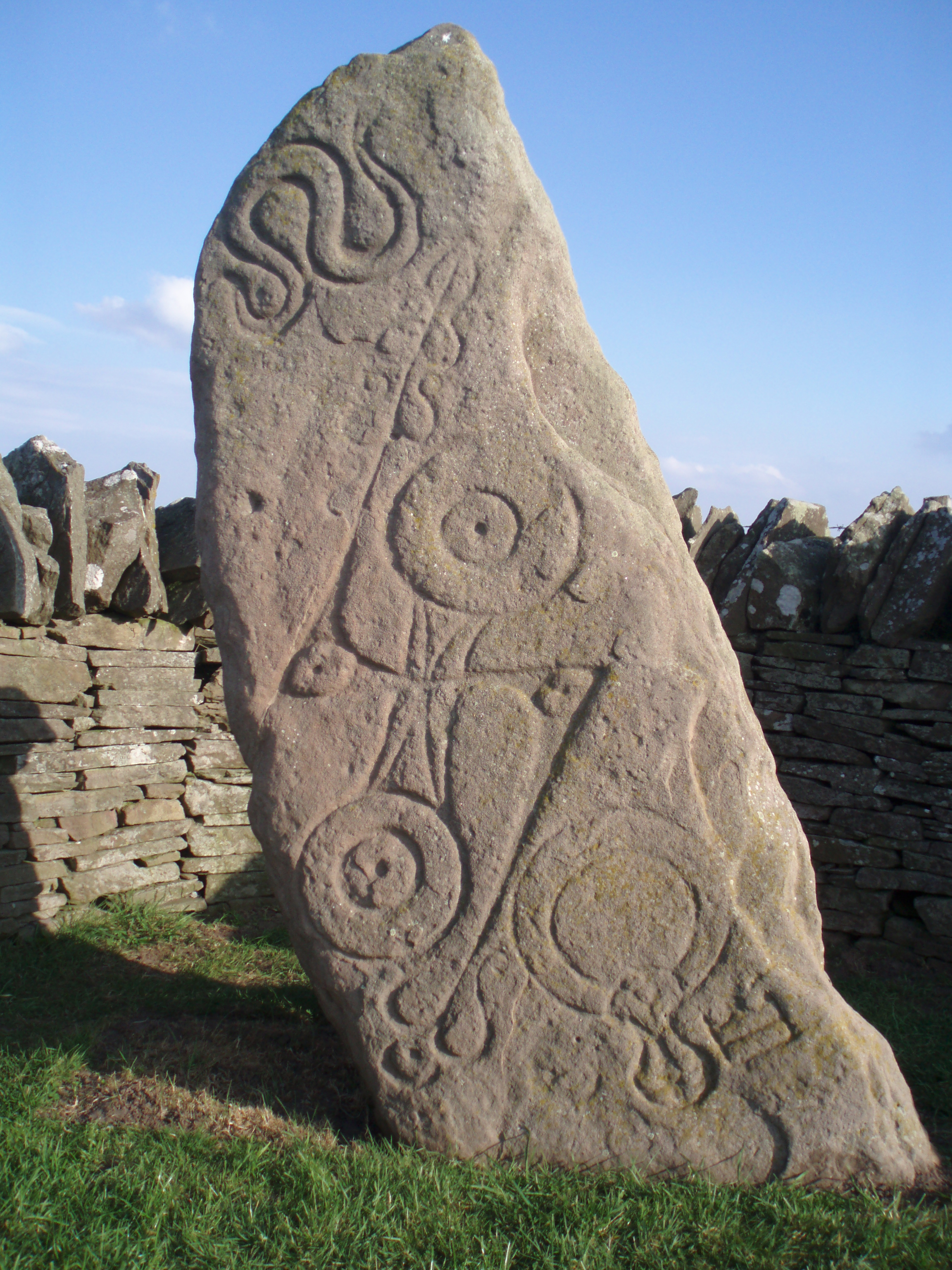
Pietra del Serpente Aberlemno (Aberlemno Serpent Stone), pietra pitta di I classe

Nei "Primi monumenti cristiani di Scozia" (The Early Christian Monuments of Scotland, 1903) J Romilly Allen e Joseph Anderson furono i primi a classificare le pietre pitte in tre gruppi. I critici hanno notato la debolezza del sistema, ma esso è ormai largamente conosciuto e viene ancora usato.
- 1ª Classe — le pietre non lavorate che hanno solo simboli incisi.  Non c'è nessuna croce in nessuno dei lati. Le pietre di 1ª Classe risalgono al VI, VII ed VIII secolo.
- 2ª Classe — Le pietre di forma più o meno rettangolare con una grande croce e simboli su uno o entrambi i lati. I simboli, come pure i motivi cristiani, sono intagliati in rilievo e la croce con i suoi contorni è riempita con disegni. Le pietre di 2ª Classe risalgono all'VIII e IX secolo.
- 3ª Classe — queste caratteristiche pietre non hanno simboli pitti. Le pietre possono essere cross-slabs, lapidi adagiate, croci freestanding, e reliquiari in pietra composita. Esse risalgono all'VIII o IX secolo.

## Siti

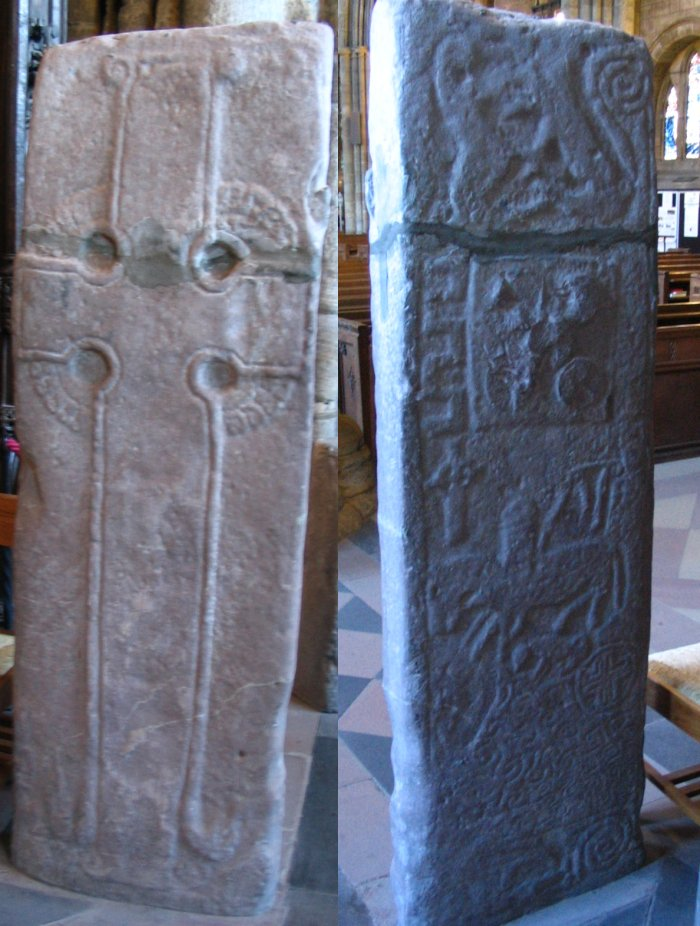
Pietra pitta di 3ª classe nella Cattedrale di Dunblane

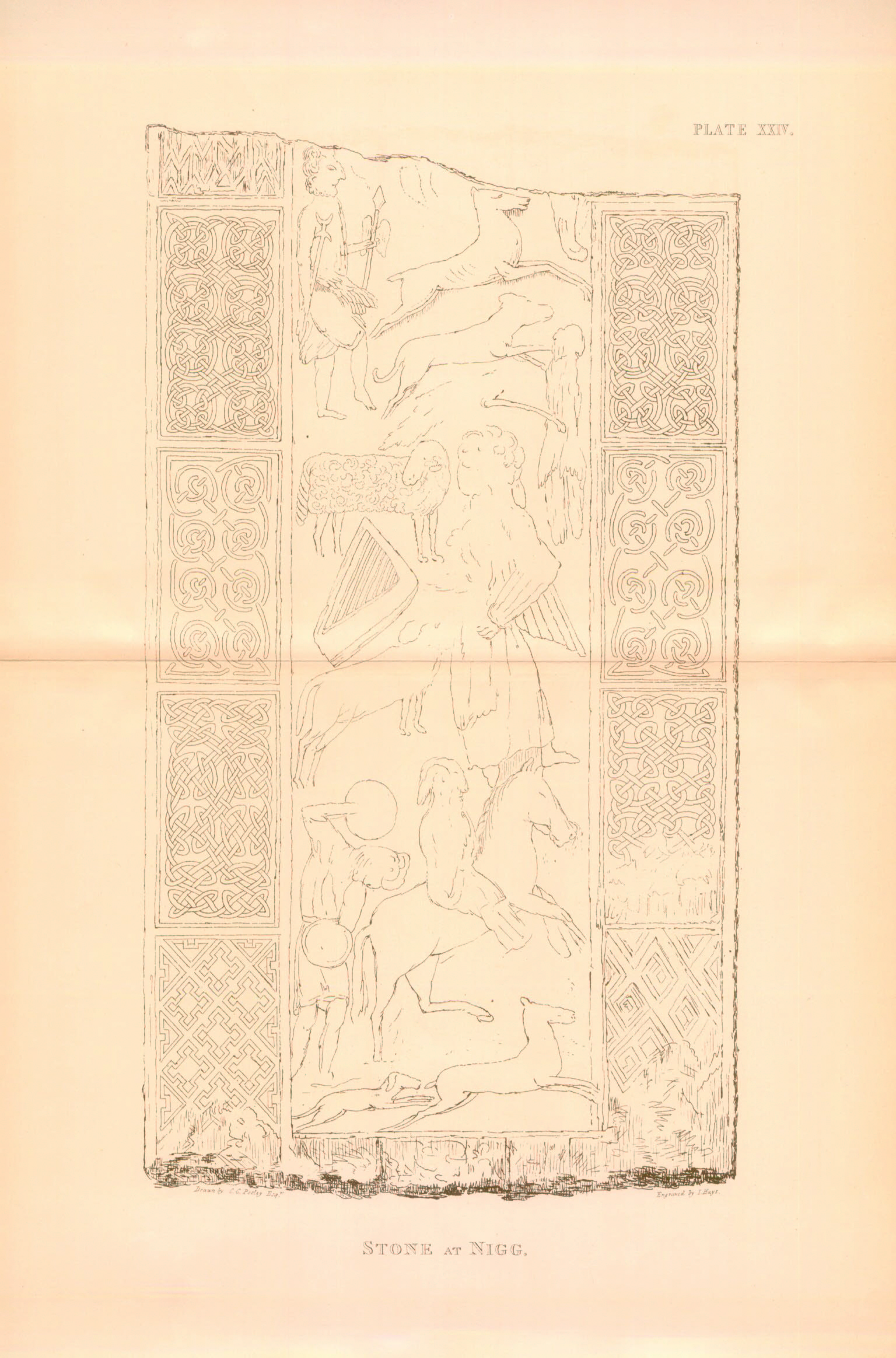
La Nigg Stone, 790-799 d.C., 2ª classe, mostra un'arpa pitta, animali e guerrieri in una illustrazione del XIX secolo, senza la sezione superiore.

Soltanto poche pietre si trovano nei loro siti originari; la maggior parte sono state spostate in musei o altri siti protetti.  Alcuni dei più notevoli esempi e collezioni vengono elencate di seguito (l'elenco non garantisce però l'accesso senza restrizioni, poiché alcune pietre si trovano in terreni privati).
- The Craw Stane,  una pietra di 1ª classe alta sei piedi sulla cima della collina, vicino Rhynie. Un salmone e una Bestia Pitta sono incise sul lato della facciata sud.
- Dunblane Cathedral, Dunblane — questa pietra di 3ª classe venne trovata nelle fondazioni della cattedrale di Dunblane durante la restaurazione.  Essa si può vedere all'interno della Cattedrale.
- Eassie Stone, sta tra le rovine della chiesa ad Eassie
- Perth Museum, Perth — collezione di tre pietre pitte, St Madoes 1, Inchyra e Gellyburn.
- Inverness Museum, Castle Wynd, Inverness — collezione di 8 pietre di 1ª classe, compresa la Ardross Wolf e Deer's Head (due delle più belle sopravvissute con simboli animali, probabilmente in origine erano parti della stessa lastra), e un frammento che compete con un pezzo che si trova nel Castello di Dunrobin.
- Knocknagael Boar Stone, Highland Council HQ, Glenurquhart St, Inverness — pietra di 1ª classe che può essere vista attraverso una larga vetrina, trovata a Knocknagael nella periferia di Inverness.
- Groam House Museum, Rosemarkie — collezione di frammenti di pietre pitte e una cross-slab di 2ª classe.  Il museo possiede anche una collezione d fotografie di pietre Pitte in Scozia
- Churchyard Stone, Strathpeffer — pietra di 1ª classe
- Clach a'Mheirlich, Rosskeen — pietra di 1ª classe in un campo.[3]
- Shandwick Stone, Shandwick — cross-slab di 2ª classe protetta da vetro.[4]
- Tarbat Discovery Centre, Portmahomack — grande collezione di frammenti recuperati negli scavi e informazioni riguardo ai Pitti.
- Nigg Stone, Nigg dentro la precedente chiesa parrocchiale — cross-slab di 2ª classe.  Un suo frammento può essere trovato al museo di Tain
- Tain and District Museum, Tain — pietra di 1ª classe nel cortile e frammenti dal cimitero di Edderton e dal museo di Nigg.
- Sharp Stone (Clach Biorach), Edderton — pietra di 1ª classe in un campo (probabile collocazione originale), osservabile dal bordo della strada.
- Kincardine Old Church, Ardgay — monumento funerario.

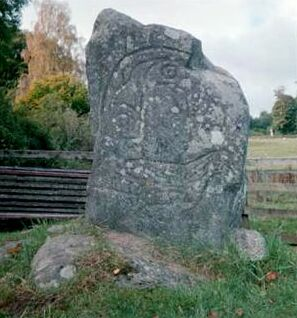
La Strathpeffer Eagle Stone di 1ª classe

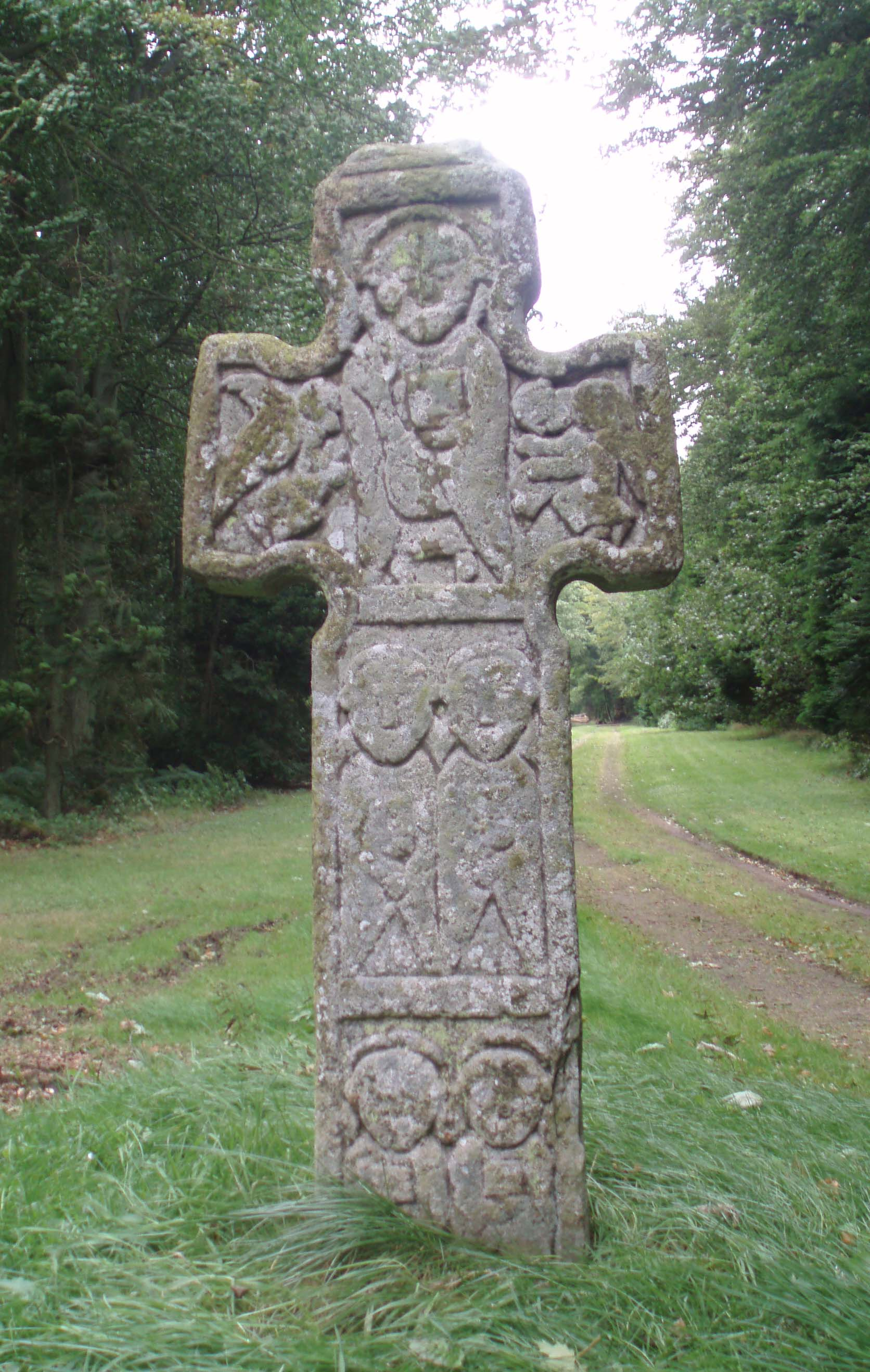
La Camus Stone di 3ª classe, nei pressi di Carnoustie

- Eagle Stone (Clach an Tiompain), Strathpeffer — antica pietra di 1ª classe.
- St. Demhan's Cross, Creich — pietra grezza con una croce, non adatta a nessuna classificazione.
- Dunfallandy Stone (Clach an t-Sagairt, 'The Priest'e Stone'), Pitlochry — magnifica pietra di 2ª classe (Scozia Storica).
- Dunrobin Castle Museum, Golspie — collezione di oltre 20 pietre pitte di 1ª e 2ª classe collezionate dai Duki di Sutherland.
- St Vigeans Museum, Arbroath — collezione di pietre pitte e medievali.  Inclusa la Drosten Stone, una cross-slab di 2ª classe, una delle due sole pietre con simboli pitti recanti un'iscrizione non-ogham.
- Aberlemno Pictish stones, Aberlemno — trein un box durante i mesi invernali.
- Elgin Museum, High St, Elgin — vasta collezione, dal cimitero della chiesa di Kinneddar.
- Sueno's Stone, Forres — cross-slab alta 6.5m (la più alta nelle Isole britanniche [senza fonte]) risalente al IX o X secolo, protetta da vetro (Scozia Storica).
- The Camus Stone, nei pressi di Carnoustie; pietra di 3ª classe.
- Meigle Pictish Stones, Meigle, vicino Forfar — in una scuola trasformata in museo che espone possibilmente la più ricca collezione di pietre della Scozia (Scozia Storica).
- Tote Stone, Tote nell'Isola di Skye — pietra di 1ª classe in un piccolo recinto.
- Trusty's Hill, nei pressi di Anwoth, Dumfries e Galloway — una serie of pietre di 2ª classe.